# Pizza Sprint
Pizza Sprint est une franchise  française spécialisée dans la restauration rapide et la fabrication de pizzas de la région Grand Ouest.  
Fondée en 1991 par Jean-Claude Guégan et reprise en 1998 par son fils Franck, Pizza Sprint, est alors considéré comme le « leader de la vente à emporter et de la livraison de pizzas dans le Grand Ouest ». En 2014, l'entreprise est même classée au quatrième rang « des enseignes spécialistes de la pizza à emporter et de la livraison en France » (après Domino's Pizza, Pizza Hut et La Boîte à Pizza), avec 90 restaurants et un chiffre d'affaires de 30 millions d'euros. En 2015, le réseau est repris par le franchisé pour la France de la marque Domino's Pizza.
En 2020, le réseau comporte 6 magasins.
Le siège social est à Saint-Grégoire, près de Rennes, en Bretagne.

## Histoire
En 1991, Pizza Sprint est créé par Jean-Claude Guégan, qui possède deux restaurants. En 1995, l'entreprise connaît des difficultés financières.
Une enseigne est reprise en 1998 par deux associés, Franck Guégan et Marc Lebossé.
En 2004, Franck Guégant lance une franchise. Les restaurants ouvrent principalement dans les petites et moyennes villes du Grand Ouest, en 2010 ce sont ainsi 54 points de vente qui existent, dont 30 en franchise. Cette année-là, il s'agit aussi du lancement de la Lunch Box.
En octobre 2015, le franchisé pour la France de la marque américaine Domino's Pizza acquiert le réseau pour 35 millions d'euros : douze magasins en plus d'un réseau de 77 points de vente en franchise, le tout essentiellement dans l'ouest de la France. Au moment de cette acquisition, Domino's Pizza possède 254 points de vente en France pour 4 000 salariés.

## Implantation
Pizza Sprint vise clairement depuis 2009 des implantations dans des petites villes de l'ouest (entre 3 000 et 15 000 habitants) en plus des plus grandes (de 15 000 à plus de 100 000 habitants),. En mai 2014, l'enseigne dispose de 88 points de vente dans dix-sept départements mitoyens, dont vingt-quatre en Ille-et-Vilaine.